# Nacho Monsalve
Ignacio "Nacho" Monsalve Vicente (Madrid, 27 april 1994) is een Spaans voetballer die als centrale verdediger speelt. Hij werd opgeleid bij Atlético Madrid. Nadat de doorbraak bij deze club uitbleef, speelde hij voor Deportivo de La Coruña B en Recreativo Huelva. In 2018 maakte hij de overstap naar het Nederlandse FC Twente. Vanaf 1 juli 2019 staat hij onder contract bij NAC Breda.

## Clubcarrière
Nacho Monsalve sloot zich op twaalfjarige leeftijd aan bij de jeugdopleiding van Atlético Madrid. Vanaf 2013 kwam hij uit voor Atlético Madrid C, het derde elftal van Los Colchoneros. Daarvoor maakte hij twee doelpunten in tweeëntwintig competitieduels. Eén jaar later debuteerde de verdediger voor Atlético Madrid B. In maart 2016 werd hij door blessures bij Diego Godín, José María Giménez en Stefan Savić bij het eerste elftal gehaald. Op 2 april 2016 debuteerde hij in de Primera División in het thuisduel tegen Real Betis. Hij speelde de volledige wedstrijd en zag zijn team met 5-1 winnen.
In juli 2016 tekende Nacho een vierjarig contract bij Deportivo La Coruña. Hij kwam uit voor Deportivo de La Coruña B in de Tercera División. In 2017 verkaste hij naar Rayo Vallecano. Door deze club werd hij direct verhuurd aan Recreativo Huelva, uitkomend in de Segunda División B. In 2018 werd de verbintenis verbroken. Nacho Monsalve tekende vervolgens een eenjarig contract bij FC Twente, dat na degradatie uitkwam in de Nederlandse Eerste divisie. Hij verloor al snel zijn plek als centrale verdediger, maar wist vervolgens als rechtsback een basisplek te veroveren. Nacho speelde 23 competitiewedstrijden waarin hij drie keer scoorde. Met FC Twente werd hij kampioen van de Eerste divisie. Hij besloot na afloop van het seizoen zijn contract niet te verlengen en verbond zich transfervrij aan NAC Breda, waar hij voor twee jaar tekende.
Daar raakt hij geblesseerd. In januari 2021 verlaat hij NAC en keert terug naar Spanje.

## Clubstatistieken
| Seizoen        | Club                     | Competitie         | Competitie | Competitie | Beker | Beker | Internationaal | Internationaal | Overig | Overig | Totaal | Totaal |
| Seizoen        | Club                     | Competitie         | Wed.       | Dlp.       | Wed.  | Dlp.  | Wed.           | Dlp.           | Wed.   | Dlp.   | Wed.   | Dlp.   |
| -------------- | ------------------------ | ------------------ | ---------- | ---------- | ----- | ----- | -------------- | -------------- | ------ | ------ | ------ | ------ |
| 2013/14        | Atlético Madrid C        | Tercera División   | 22         | 2          | –     | –     | –              | –              | –      | –      | 22     | 2      |
| 2014/15        | Atlético Madrid B        | Segunda División B | 20         | 2          | –     | –     | –              | –              | –      | –      | 20     | 2      |
| 2015/16        | Atlético Madrid B        | Tercera División   | 29         | 3          | –     | –     | –              | –              | –      | –      | 29     | 3      |
| 2015/16        | Atlético Madrid          | Primera División   | 1          | 0          | –     | –     | –              | –              | –      | –      | 1      | 0      |
| 2016/17        | Deportivo de La Coruña B | Tercera División   | 33         | 2          | –     | –     | –              | –              | –      | –      | 33     | 2      |
| 2017/18        | Recreativo Huelva        | Segunda División B | 17         | 0          | –     | –     | –              | –              | –      | –      | 17     | 0      |
| 2018/19        | FC Twente                | Eerste divisie     | 23         | 3          | 4     | 0     | –              | –              | –      | –      | 27     | 3      |
| 2019/20        | NAC Breda                | Eerste divisie     | 10         | 0          | 2     | 0     | –              | –              | –      | –      | 12     | 0      |
| Carrièretotaal | Carrièretotaal           | Carrièretotaal     | 155        | 12         | 6     | 0     | 0              | 0              | 0      | 0      | 161    | 12     |

Bijgewerkt t/m 14 april 2020

## Erelijst
| Eerste divisie | 1 | 2018/19 |

1 Kortsmit ·
2 Lucassen ·
4 Kemper ·
5 Van den Bergh  ·
6 Staring ·
7 Garbett ·
8 Leemans ·
9 Kostorz ·
10 Ómarsson ·
11 Paula ·
12 Greiml ·
14 Kaied ·
15 Mahmutović ·
16 Balard ·
17 Kuijpers ·
18 Van Reeuwijk ·
19 Fernandes ·
20 Oldrup Jensen ·
23 Kongolo ·
25 Valerius ·
28 Mol ·
29 Van Hooijdonk ·
30 Versluis ·
31 Lamprou ·
37 Van Lare ·
39 Janošek ·
44 Busi ·
55 Sowah ·
77 Sauer ·
99 Bielica ·
Coach: Hoefkens
· Assistent-trainer: Güvenç
· Assistent-trainer: Kaczmarek
· Keeperstrainer: Babos